# 巴勒特 (北卡羅萊納州)
巴勒特（英語：Barrett）是位於美國北卡羅萊納州亞利加尼縣的非建制地區。

## 歷史
巴勒特的郵局於1912年設立，其後於1947年停運。

## 地理
巴勒特所處的海拔為高於海平面857米（即2812英呎），而該地所採用的時區為UTC-5，即北美东部时区（EST）。同時該地設有夏令時間，為UTC-5調快一小時，即UTC-4（EDT）。